# Dieter Graumann

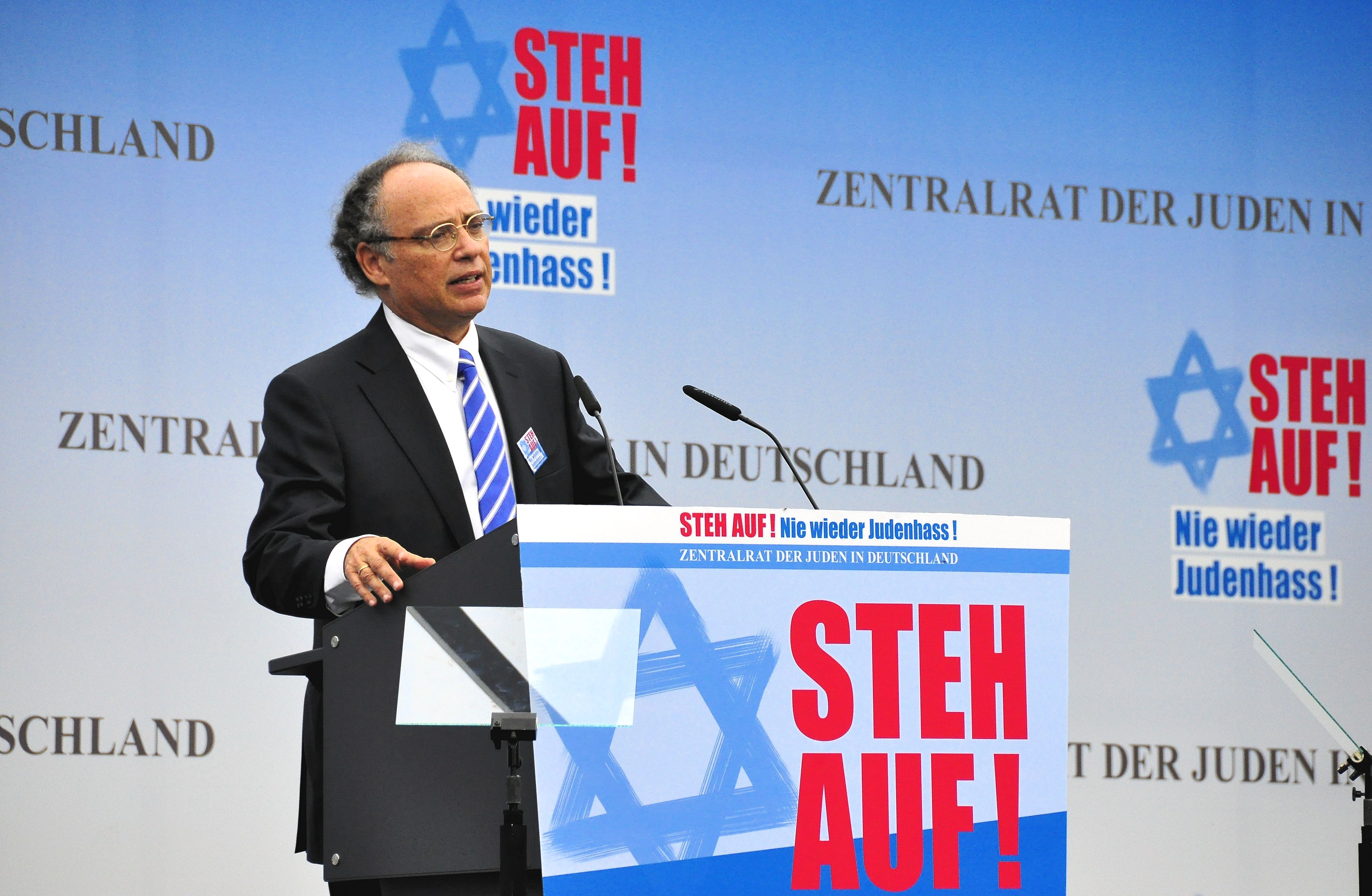
Dieter Graumann spricht auf einer Kundgebung gegen Judenhass in Berlin, September 2014

Dieter Graumann (* 20. August 1950 in Ramat Gan, Israel als David Graumann) war vom 28. November 2010 bis zum 30. November 2014 Präsident des Zentralrats der Juden in Deutschland und ist seit dem 6. Mai 2013 Vizepräsident des Jüdischen Weltkongresses. Er trat damit in beiden Fällen die Nachfolge von Charlotte Knobloch an.

## Leben
Dieter Graumann wurde 1950 als Sohn polnischer Schoah-Überlebender, die sich im DP-Lager Zeilsheim kennengelernt und dort geheiratet hatten, in Ramat Gan bei Tel Aviv (Israel) geboren. Mit seinen Eltern kam er mit eineinhalb Jahren nach Deutschland und lebt seither in Frankfurt am Main. Wie er selbst später berichtete, erklärten ihm die Eltern kurz vor seiner Einschulung, dass er von nun an Dieter heiße: „In Deutschland fällt man als Jude besser nicht auf.“
Nach dem Abitur studierte er Volkswirtschaftslehre an der Universität Frankfurt und schließlich Rechtswissenschaften am Londoner King’s College. Er promovierte 1979 über die Europäische Währungsunion und war für zweieinhalb Jahre Mitarbeiter in der Volkswirtschaftlichen Abteilung der Deutschen Bundesbank. Darüber hinaus war er langjähriger Präsident von Makkabi Frankfurt und ist derzeit Ehrenpräsident des Clubs.
Privat betreibt Graumann eine Liegenschaftsverwaltung. Er ist seit 1995 Vorstandsmitglied der Jüdischen Gemeinde Frankfurt und deren Dezernent für Finanzen, Schule, Kulturarbeit und Presse. Des Weiteren ist er Mitglied in der nach Georg Speyer benannten Georg und Franziska Speyer’schen Hochschulstiftung.
Im August 2009 gab er bekannt, für das Amt des Präsidenten des Zentralrats der Juden in Deutschland kandidieren zu wollen. Graumann wurde als einer der beiden amtierenden Vizepräsidenten am 28. November 2010 ohne Gegenkandidat zum Präsidenten gewählt und trat das Amt am gleichen Tag an. Er ist damit der erste Präsident des Zentralrates, der die Schoah nicht selbst erlebt hat.
Graumann würdigt das deutsche Gedenken an NS-Opfer als vorbildlich.
Im Vorfeld der in Polen und der Ukraine stattfindenden Fußball-EM 2012 forderte Graumann, dass die deutsche Nationalmannschaft Auschwitz oder Babyn Jar besuchen solle. Der Auschwitzbesuch einer DFB-Delegation im Vorfeld der Fußball-Europameisterschaft 2012 wurde von ihm jedoch heftig kritisiert. Die Abordnung von Spielern sei zu klein gewesen, sagte der fußballinteressierte Graumann und kritisierte im weiteren Zusammenhang den Teammanager Oliver Bierhoff wegen der Verwendung des Begriffs „Kamingespräch“.
Das Urteil des Kölner Landgerichts vom 27. Juni 2012, das die Zirkumzision von Kleinkindern als Körperverletzung beurteilt hatte, bezeichnete Graumann als „kalt“, „fachjuristisch“ und „ohne Gefühl für Religion“. Beschneidungen würden im Judentum seit über 4000 Jahren vorgenommen und ein konsequentes Weiterdenken dieses Urteils würde bedeuten, dass jüdisches Leben in Deutschland faktisch unmöglich gemacht werde.
Gleichfalls im Jahr 2012 veröffentlichte der Kösel-Verlag Graumanns Buch Nachgeboren – Vorbelastet? Die Zukunft des Judentums in Deutschland. Darin beschäftigt er sich hauptsächlich mit dem Antizionismus der Linkspartei und der Islamisten.
Im Juni 2013 meldete sich Dieter Graumann zu Wort, als der Rabbiner von Offenbach am Main in einem dortigen belebten Einkaufszentrum am hellen Tag Opfer eines antisemitisch motivierten Überfalls geworden war. Der ZDJ-Präsident bezeichnete die näheren Umstände der Tat, die von sechs bis acht „südländisch aussehenden“ Jugendlichen begangen wurde, als „eine Schande für uns alle“. Besonders bedauerlich daran sei gewesen, dass dem Rabbiner weder der Sicherheitsdienst des Einkaufszentrums noch (anfangs) die Polizei wirklich beigestanden hätten.
Im Juli 2014 forderte er, den gewalttätigen antisemitischen Handlungen in Deutschland und Europa im Zusammenhang mit dem neu aufgebrochenen Konflikt zwischen Israel und der Hamas im Gazastreifen entgegenzutreten. Dass Graumann dabei wiederholt die antisemitischen Vorkommnisse am Rande von pro-palästinensischen Kundgebungen mit der Judenverfolgung im Nationalsozialismus verglich, wurde von Antisemitismusexperten als auch von Stimmen innerhalb des Judentums als Trivialisierung der Situation der Juden in der NS-Zeit kritisiert; der Anteil der Antisemiten an der Bevölkerung sei konstant.
Am 31. Oktober 2014 gab der Zentralrat bekannt, dass Dieter Graumann bei der am 30. November anstehenden Neuwahl nicht noch einmal für das Amt des Präsidenten des Zentralrates kandidieren werde.

## Veröffentlichungen
- Die Parallelwährung als europäische Integrationsalternative. Dissertation. Lang, Frankfurt am Main / Bern / Las Vegas 1979, ISBN 3-8204-6567-7.
- Nachgeboren – Vorbelastet? Die Zukunft des Judentums in Deutschland. Kösel, München 2012, ISBN 978-3-466-37051-1.
- Ab heute heißt du Dieter!: Graumann im Gespräch (mit den FAZ-Redakteuren Peter Lückemeier und Werner D’Inka). Kösel Verlag, Oktober 2014, ISBN 978-3-466-37107-5.[17]